# Robert Savary
Pour les articles homonymes, voir Savary.
Robert Savary est un peintre et lithographe figuratif français de la Nouvelle École de Paris né le 20 avril 1920 à Paris et mort le 28 mai 2000 au Petit-Quevilly.

## Biographie

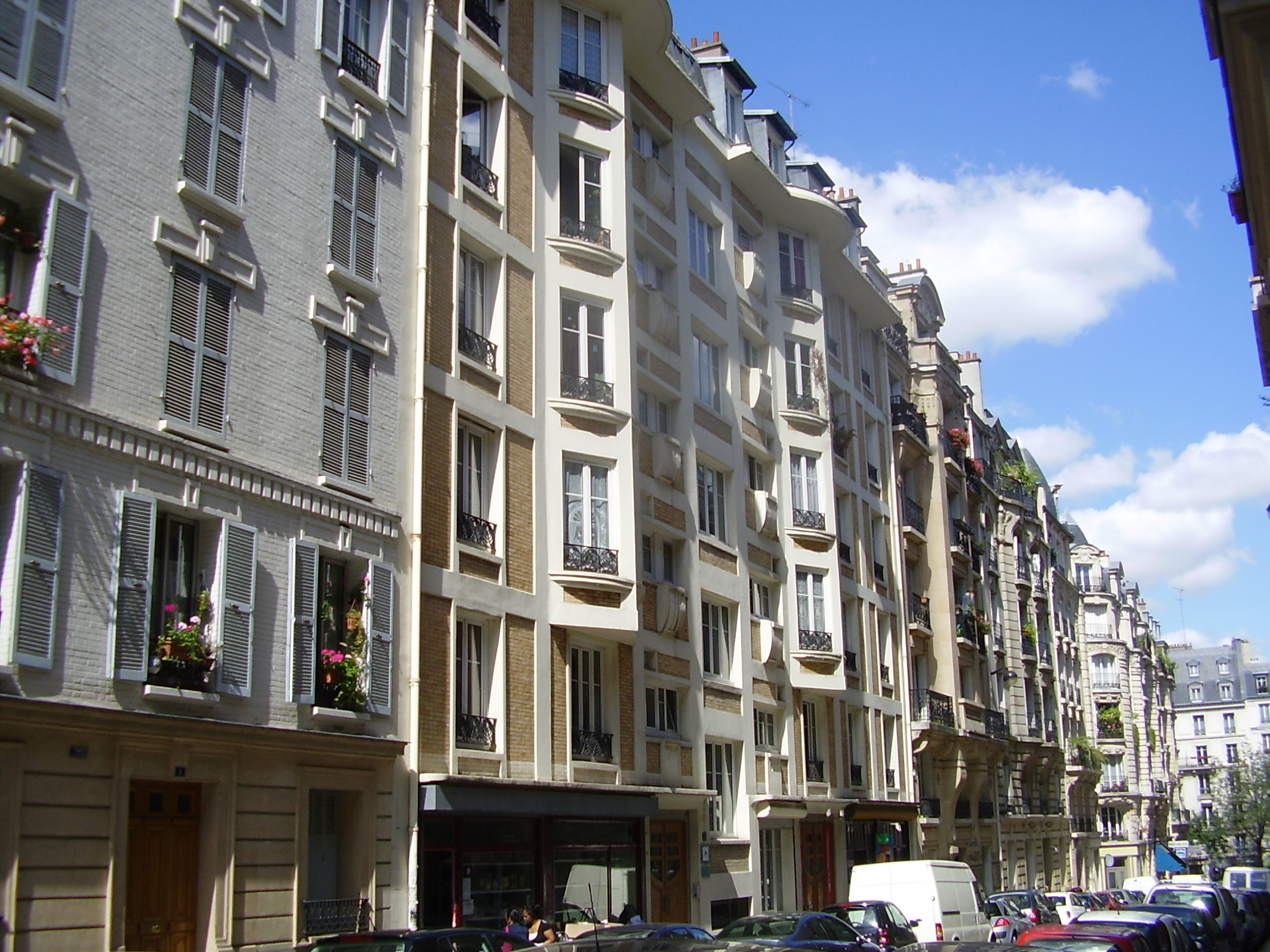
Paris, rue de Trétaigne vers le no 9.

Robert Savary, aîné de quatre enfants, naît au no 9 de la rue de Trétaigne dans le 18e arrondissement de Paris, portant le même prénom que son père, Robert Savary qui est directeur d'un atelier de carrosserie à Aubervilliers. Il révèle rapidement des dispositions pour le dessin qu'encourage l'éducation artistique de sa mère.
Après une scolarité effectuée à l'École religieuse Saint-Joseph d'Aubervilliers assortie de dimanches passés dans une propriété familiale à Saintry-sur-Seine dont il se souviendra comme « le paradis de son enfance », il est élève dès 1935 de l'École Boulle où il a pour professeur de gravure un nommé Danjon - période de ses premiers tableaux brossés à Saintry-sur-Marne - puis, une fois diplômé, soit à partir de mai 1939, de Fernand Sabatté, puis, après la mort de ce dernier en 1940, successivement de Nicolas Untersteller et de Maurice Brianchon à l'École nationale supérieure des beaux-arts de Paris.

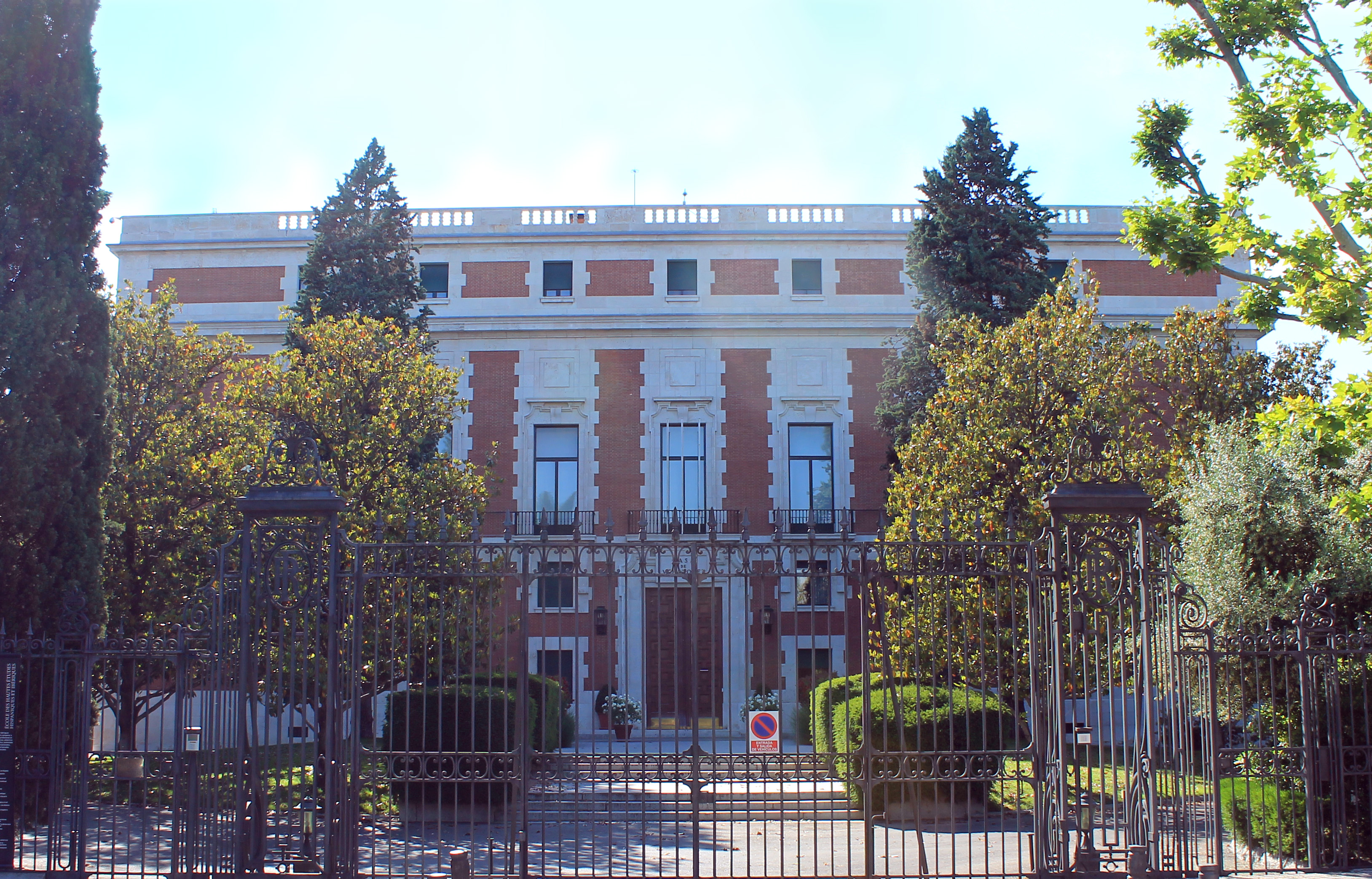
Casa de Velázquez, Rome.

Il s'installe en 1941 dans un atelier de la rue du Saint-Gothard (il le quittera pour la rue Asseline en 1943) et participe en novembre 1941, en même temps que Lucien Fontanarosa, Pierre Lesieur, Claude Schürr et Maurice Verdier qui resteront ses amis, au premier Salon des moins de trente ans créé en la Galerie Royale par Virginie Bianchini (1896-1985). Il obtient le prix de la Casa de Velázquez en 1948 et fait ainsi partie de la 19e promotion artistique, en compagnie du peintre Edmond Cabrol Gonella, des sculpteurs Marcel Gili et Josefina Miralles Guas (boursier de la ville de Valence), du peintre et graveur Séverin de Rigné et de la musicienne Reine Gianoli.

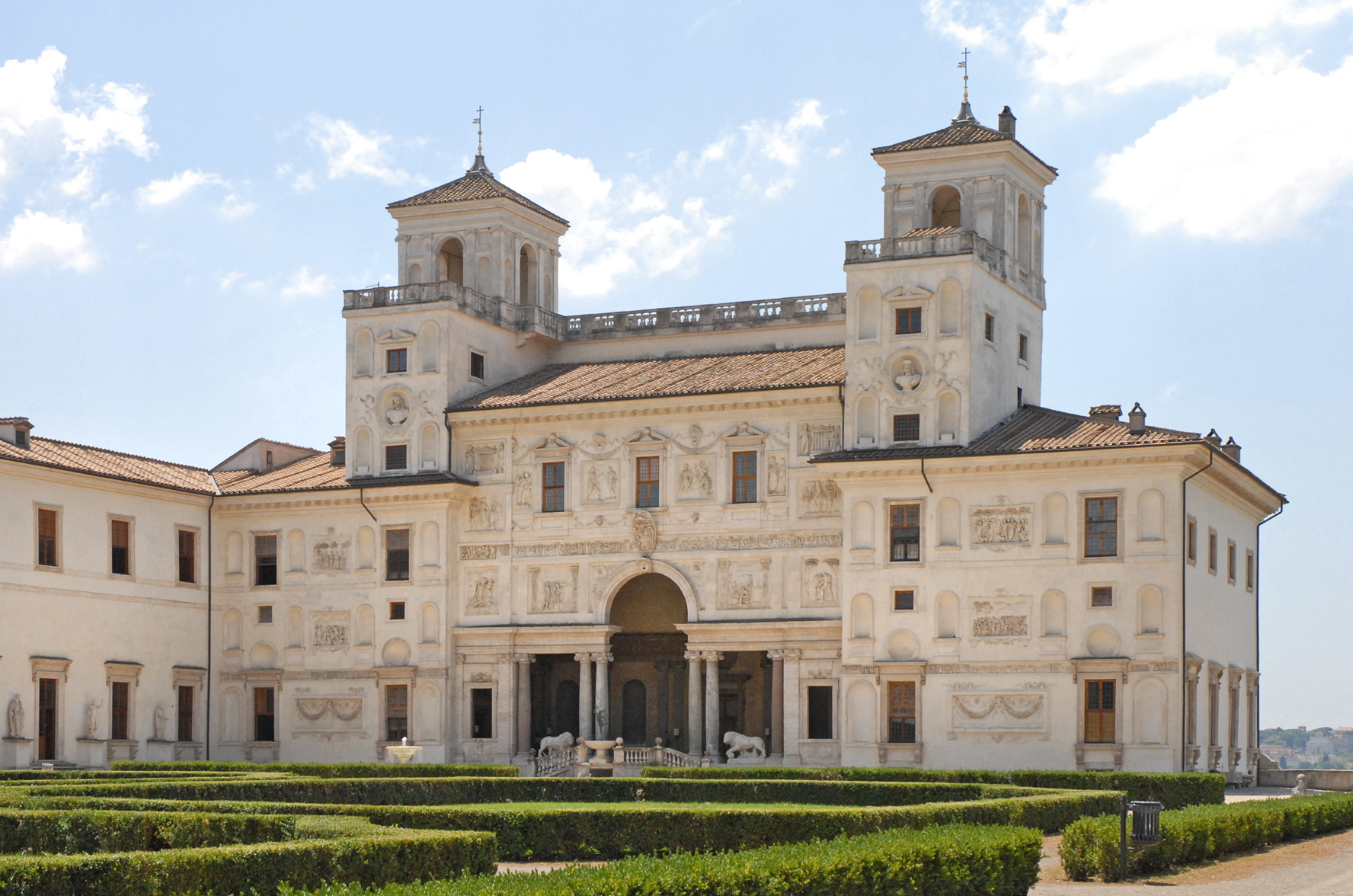
Villa Medicis, Rome.

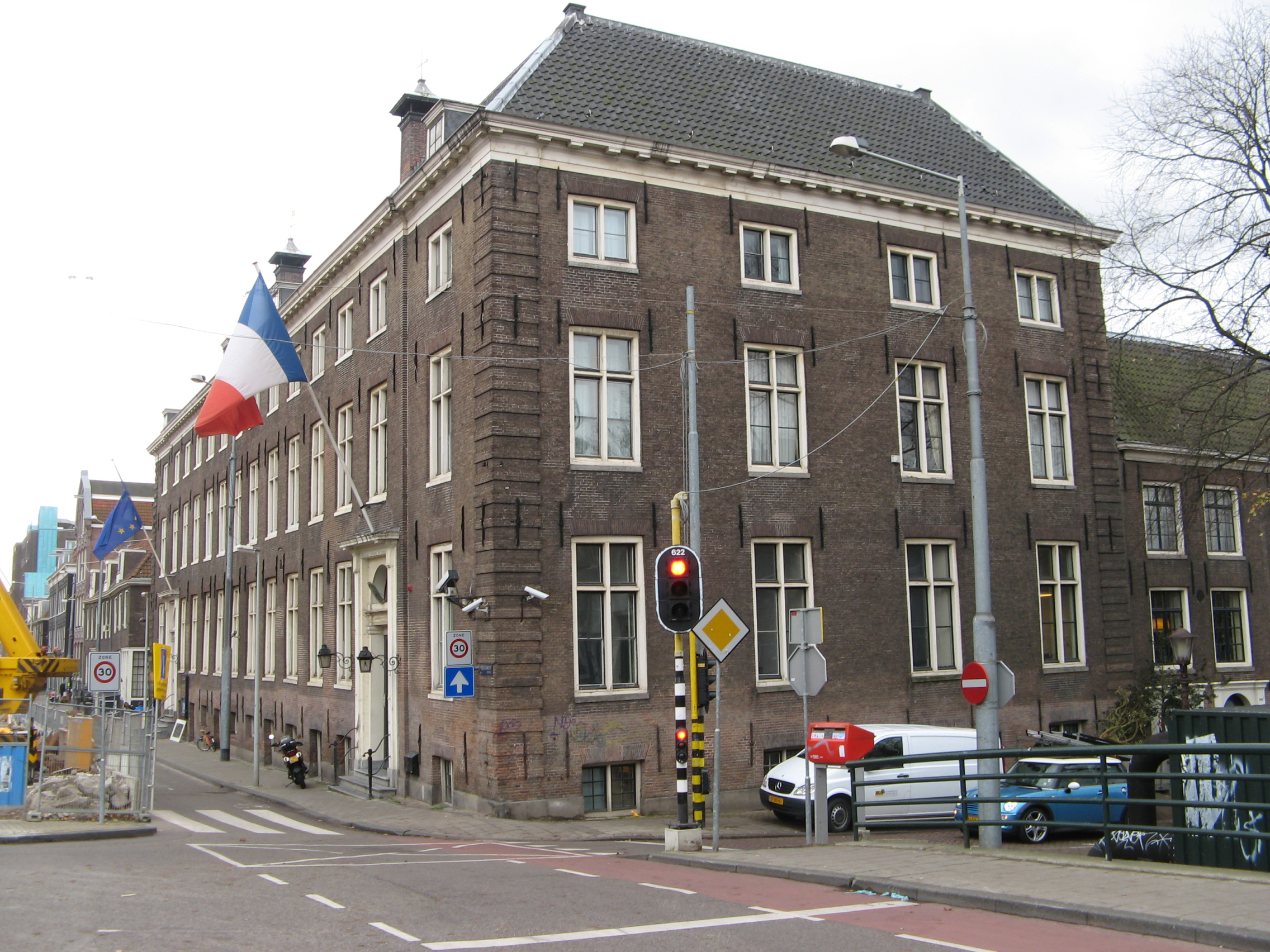
Maison Descartes, Amsterdam.

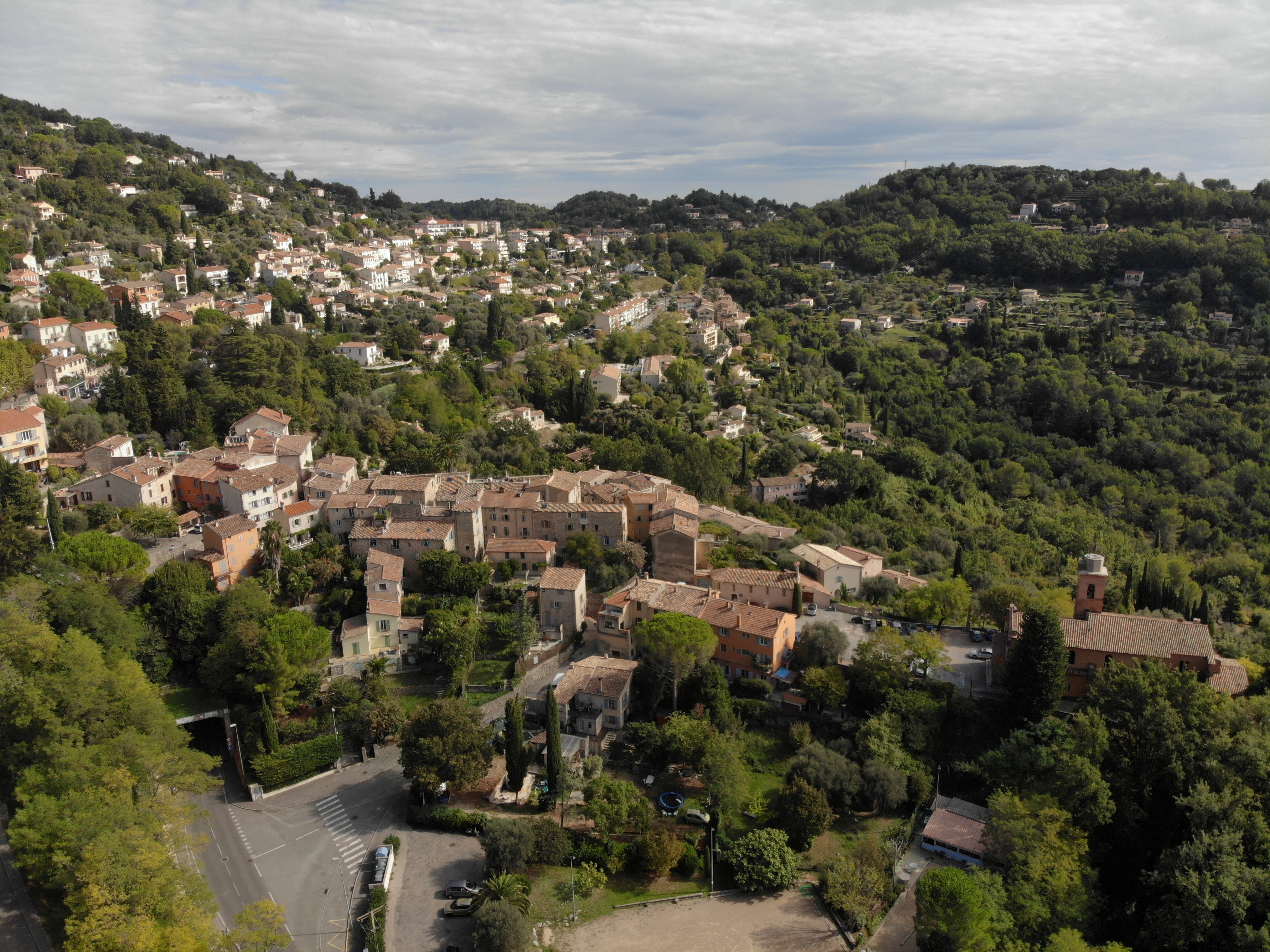
Magagnosc (Alpes-Maritimes).

Il concourt en 1950 pour le Prix de Rome de peinture qu'il obtient ex æquo avec Françoise Boudet et qui lui vaut un séjour à la villa Médicis, dont le sujet est Dans la nature des jeunes filles expriment le retour du printemps.
Il enseigne le dessin à partir de l'automne 1954 à l'école régionale des beaux-arts de Rouen, en devenant le directeur honoraire. Il réside alors au 2, rue Cretet à Paris et, après les étés 1955 et 1956 où il séjourne à la Maison Descartes à Amsterdam puis à La Baule, passe régulièrement ses vacances estivales à Magagnosc près de la ville de Grasse (aujourd'hui un quartier de celle-ci) dans les Alpes-Maritimes. 
Nommé dans l'Ordre du mérite de la République italienne en 1967, il est officier de l'Ordre des Arts et Lettres en 1976 et obtient le prix Claude-Berthault en 1983. Il est nommé peintre officiel de la Marine en 1987.
Il participe fidèlement aux principaux salons parisiens et, pendant plus de quarante ans, il fait partie du groupe d'exposants invités par Maurice Boitel au Salon Comparaisons à Paris.

## Contributions bibliophiliques

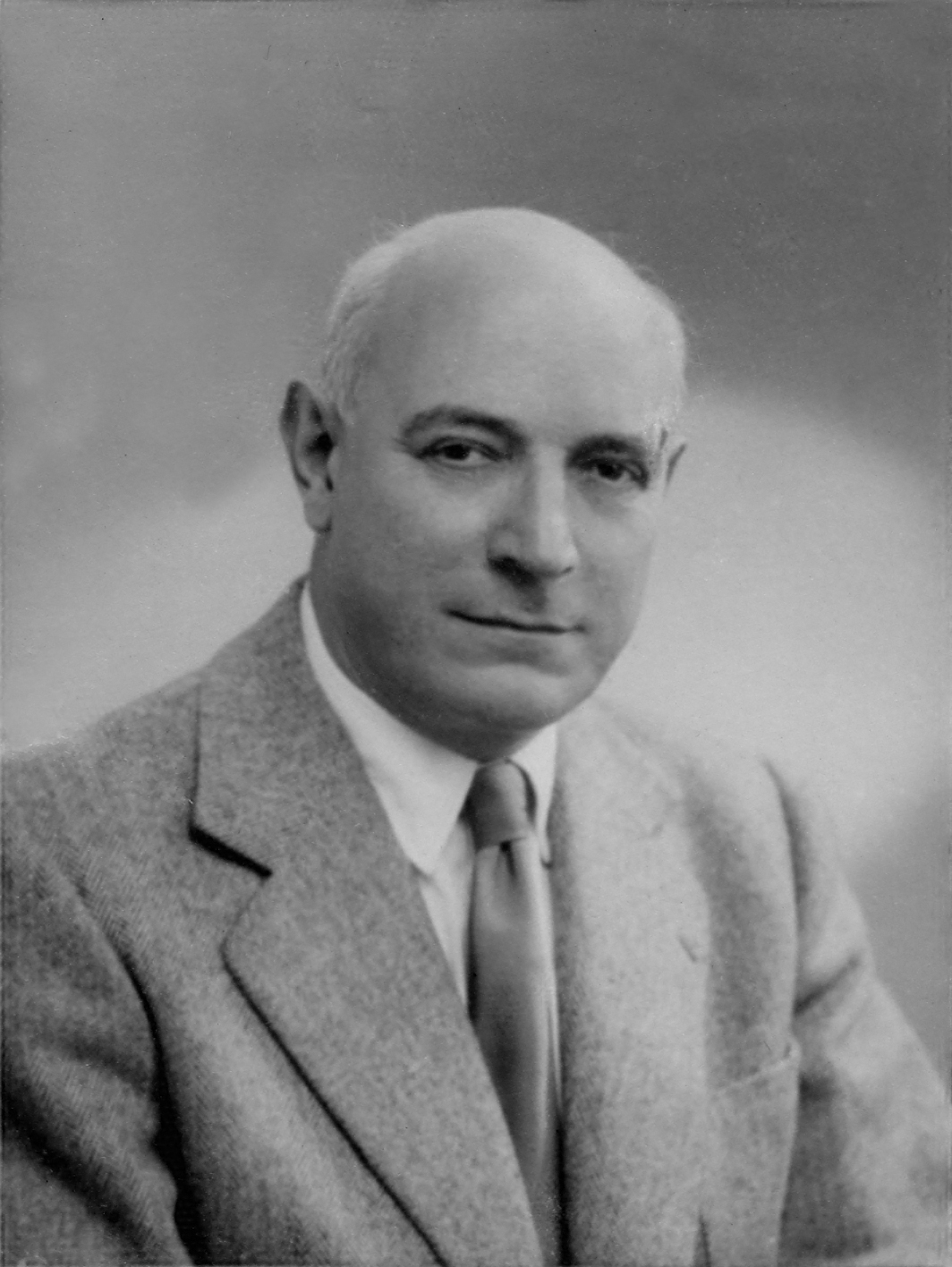
Fernand Mourlot.

- Antoine de Saint-Exupéry, Vol de nuit, lithographies, Éditions Rombaldi, 1957.
- Gerhart Hauptmann, Le mécréant de Soana, Édition Rombaldi, 1961.
- Rosy Chabbert, L'arc en ciel dans les rizières, Éditions Magnard, coll. « Fantasia », 1968.
- Eugène Dabit, Les faubourgs de Paris, 20 lithographies exécutées chez Fernand Mourlot, 125 exemplaires numérotés, Société normande des amis du livre, 1970[5].
- Jean Giono, Colline, 25 lithographies exécutées chez Fernand Mourlot, 190 exemplaires numérotés, Les Pharmaciens bibliophiles, 1977.

## Collections publiques

### Allemagne
- Hanovre, hôtel de ville.

### Belgique
- Arlon, Musée Gaspar, collection de l'Institut Archéologique du Luxembourg : deux pastels[6].
- Verviers, musée des Beaux-Arts et de la Céramique.

### France

#### Peintures et lithographies
- Bagnols-sur-Cèze, musée Albert-André[2] :
  - La place d'Iéna, huile sur toile ;
  - La gare Saint-Lazare, huile sur toile.
- Besançon, musée des beaux-arts et d'archéologie, deux toiles, donation Adèle et George Besson, dépôts du musée national d'art moderne[7] :
  - Nu aux rideaux roses, huile sur toile 73x54cm ;
  - Colline, huile sur toile, 54x73cm.
- Bonsecours, groupe scolaire José-Maria-de-Heredia : fresque aux oiseaux dans la cantine, 600x200cm.
- Cherbourg, lycée : fresque, 1970.
- Collioure, musée d'art moderne : L'été sur la plage, huile sur toile 130x162cm[8].
- Creil, Z.A.C. de la Cavée du moulin : fresque, 1981.
- Ermont (Val-d'Oise), école : fresque, 1959.
- Fécamp, amphithéâtre du lycée : fresque, 1980.
- Granville, musée d'art moderne Richard Anacréon : onze tableaux.
- Grasse, chapelle des Pénitents Blancs de Magagnosc : fresque, 1972.
- Grasse ,décoration du refectoire du groupe scolaire de la Moutonne à Magagnosc (1981).
- Le Grand-Quevilly, groupe scolaire : fresque.
- Le Havre, lycée Claude-Monet : La mer, deux panneaux peints sur toile marouflée 700x200cm, 1969[2].
- Le Neubourg, école : fresque, 1982.
- Magagnosc, fresques murales[2] :
  - Chapelle des pénitents blancs, Saint Michel Terrassant le dragon, Les pénitents en procession, Adam et Ève au moment de la tentation, La Nativité, La Crucifixion, L'Arche de Noé, Les quatre évangélistes.
- Groupe scolaire de La Moutonne (réfectoire).
- Mantes-la-Jolie, musée de l'Hôtel-Dieu.
- Menton (Alpes-Maritimes), Musée Jean-Cocteau - Collection Séverin Wunderman.
- Montivilliers, La Lézarde, fresque murale, 2000x700cm.
- Montpellier, école militaire d'administration.
- Montreuil-sur-Seine, Cité Jean-Moulin : fresque, 1980.
- Nantes, École nationale de la Marine marchande : Le retour des pêcheurs, huile sur toile 480x360cm, 1956[2].
- Neuilly-sur-Marne, Établissement public de santé de Ville-Évrard, fresque murale, 35m2 (dépôt du Centre national des arts plastiques)[9].
- Paris :
  - Conservatoire national supérieur de musique et de danse de Paris : Les toits de Rouen, huile sur toile 60x73cm, vers 1958 (dépôt du Centre national des arts plastiques)[10].
  - École nationale supérieure des beaux-arts : Dans la Nature des jeunes filles expriment le retour du Printemps, huile sur toile.
  - Département des estampes et de la photographie de la Bibliothèque nationale de France, Paris, Port-Grimaud, lithographie[4].
  - Lycée Jacques-Decour, chapelle : fresque, 1978.
  - Musée d'art moderne de la ville de Paris.
- Puteaux : Fonds national d'art contemporain :
  - Nature morte, huile sur toile 65x100cm, 1955[11].
  - Soleil couchant, huile sur toile 65x81cm, avant 1960[12].
- Rouen :
  - Gare rive droite (salle des Pas-perdus) : Hommage à la ville de Rouen, 1967, deux fresques[13].
  - Halle aux Toiles : fresque, 1961.
  - musée des beaux-arts : Le Mur blanc, huile sur toile.
  - Palais des Consuls (salle des commissions) : Les représentants de l'Union française apportent à la ville de Rouen les produits de leur pays respectif, fresque, 1956[2].
  - Rectorat de l'Université de Rouen, La rue de l'Oratoire à Grasse, huile sur toile 195x115cm[2].
- Saint-Denis, musée d'Art et d'Histoire : neuf huiles sur toiles, dont Hommage à la commune de Paris, et 24 dessins.
- Saintry-sur-Seine, groupe scolaire : fresque, 1960.
- Sotteville-lès-Rouen, lycée des Bruyères : fresques, 17 panneaux sur le thème des comptines d'enfants et de poètes, 1965[2].
- Strasbourg, musée d'Art moderne et contemporain : Montmartre, huile sur toile.
- Toulouse, musée des Augustins, La plage de La Baule, huile sur toile.

"Rouen,
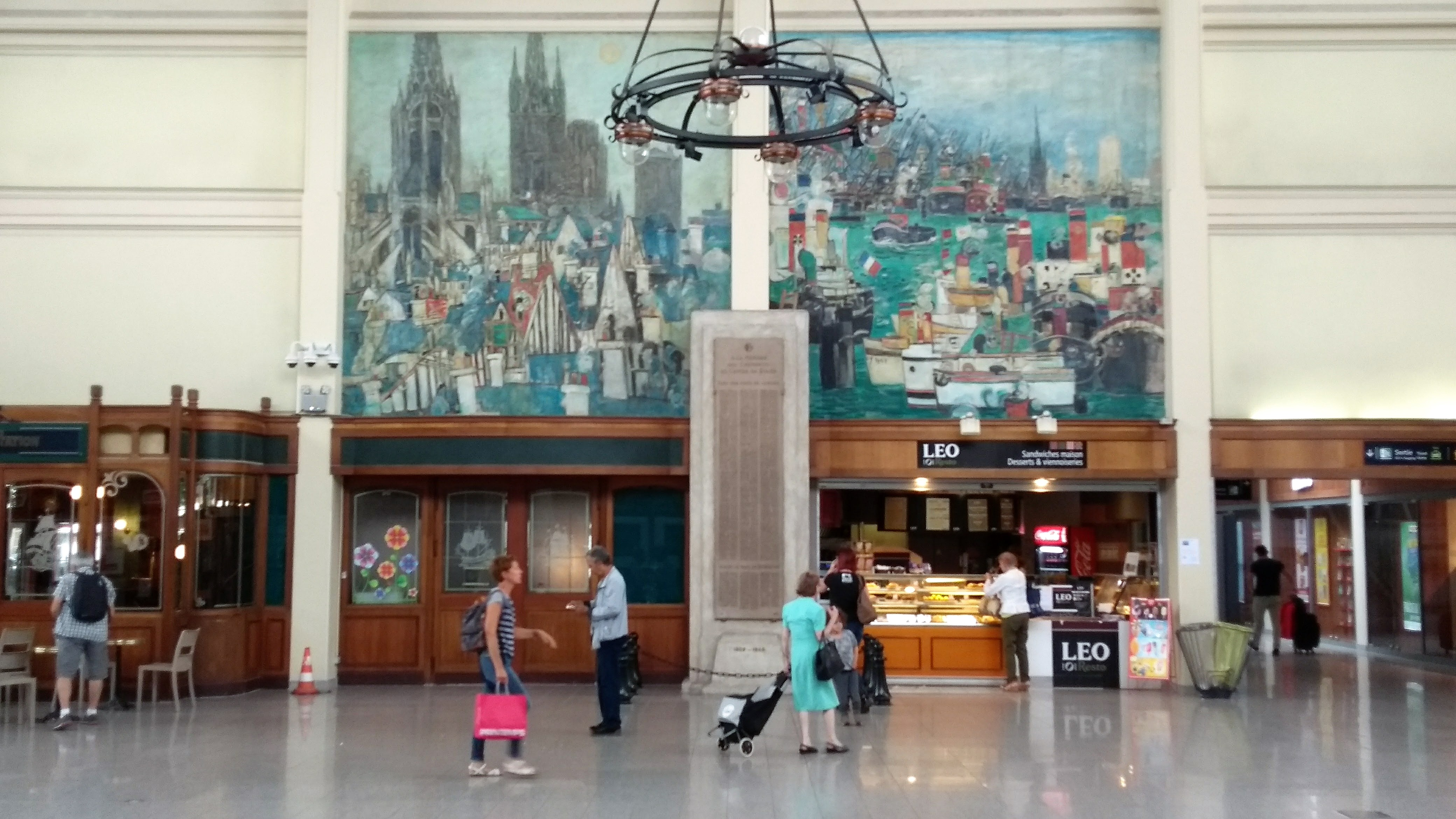

- Rouen, la gare rive droite

#### Vitraux
- Vitraux en collaboration avec le maître-verrier Guy Quesneville, 1958-1960[14] :
  - Église Notre-Dame de Bayonville.
  - Église Saint-Laurent des Deux-Villes.
  - Église Saint-Nicolas de La Neuville-à-Maire, dix-sept verrières décoratives[15].
  - Église Notre-Dame de Stonne, quinze vitraux.

Églises de Champagne-Ardenne conservant des vitraux de Robert Savary
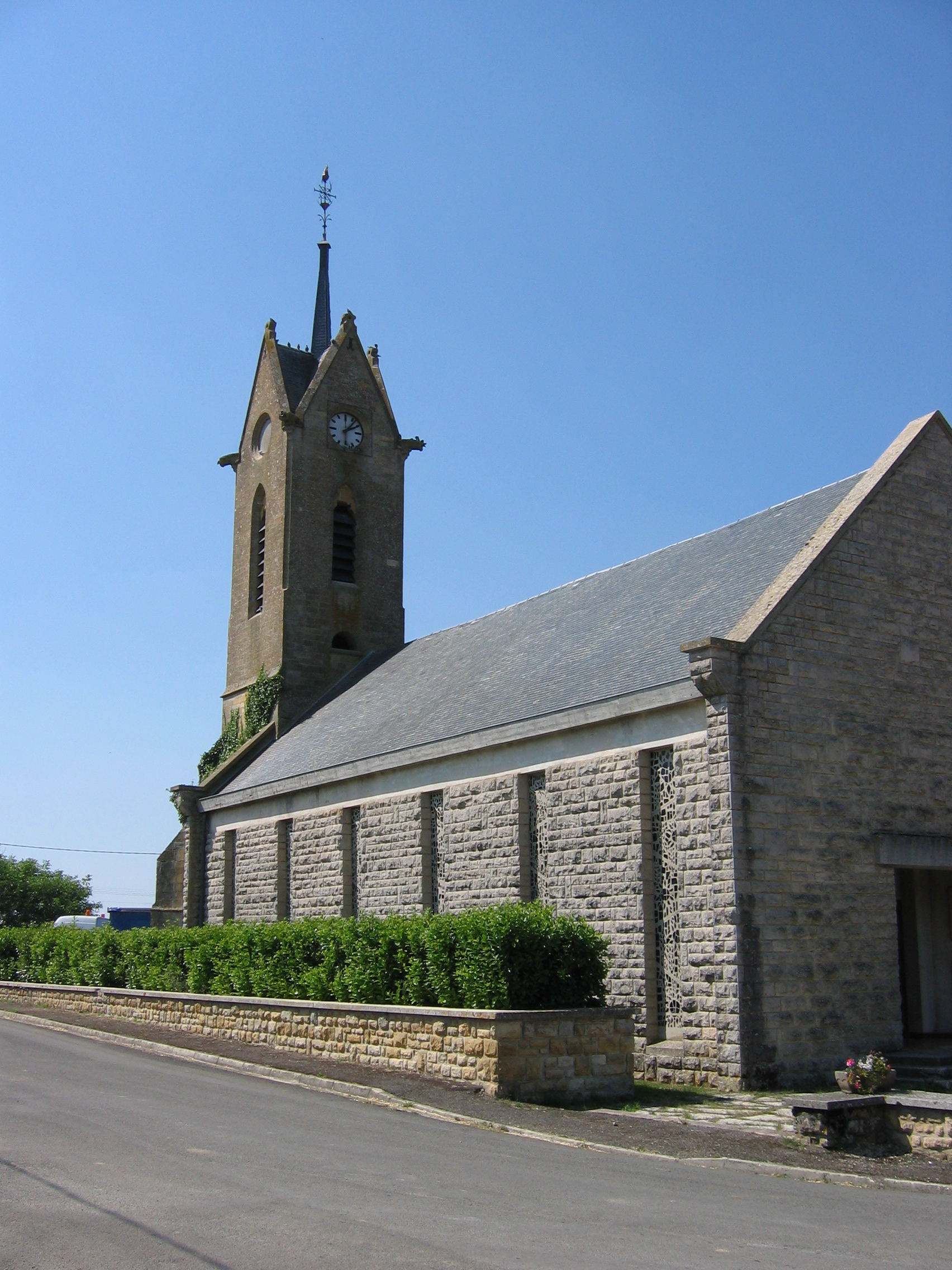
Église Notre-Dame de Bayonville.
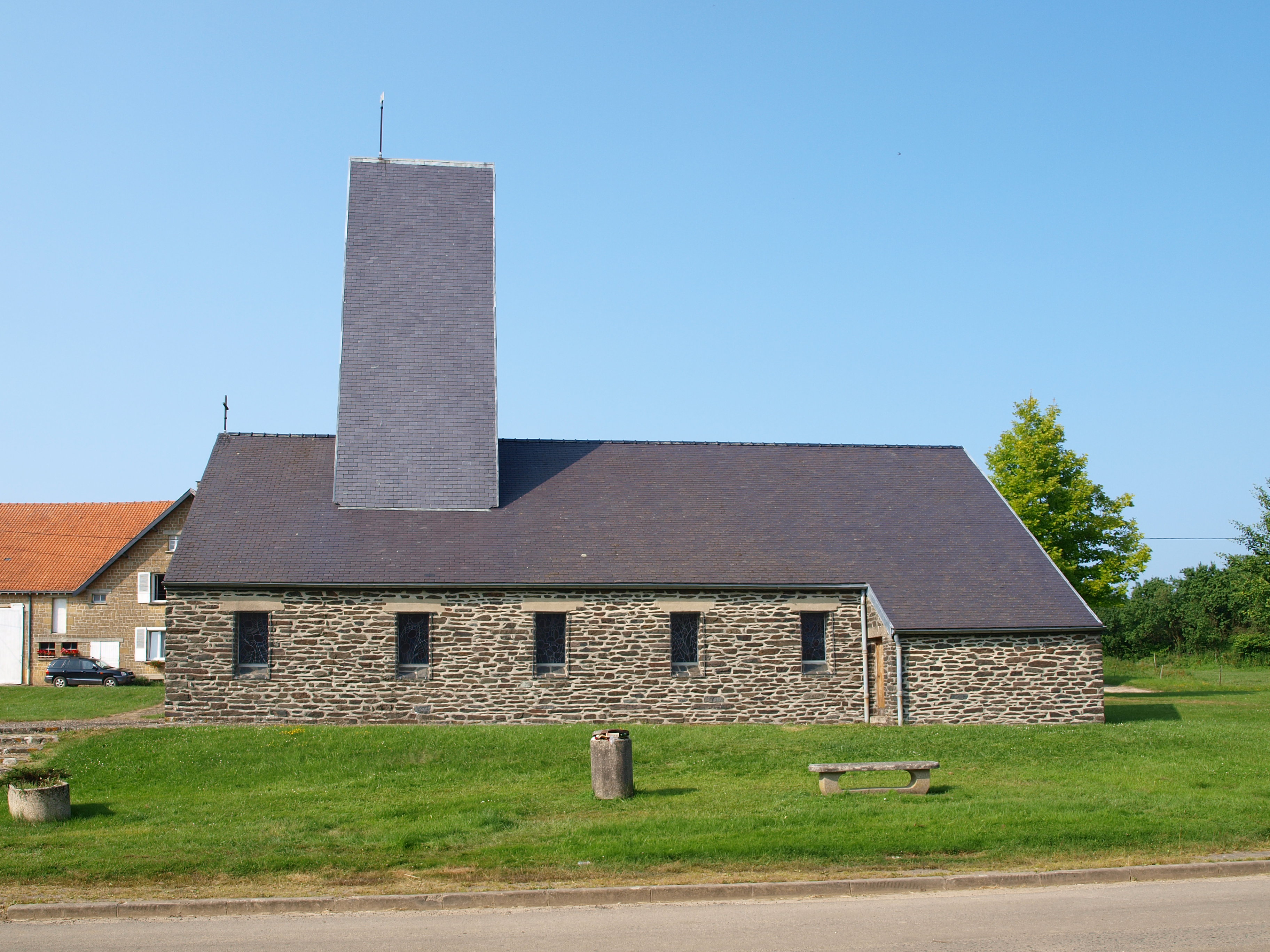
Église Saint-Nicolas, La Neuville-à-Maire.
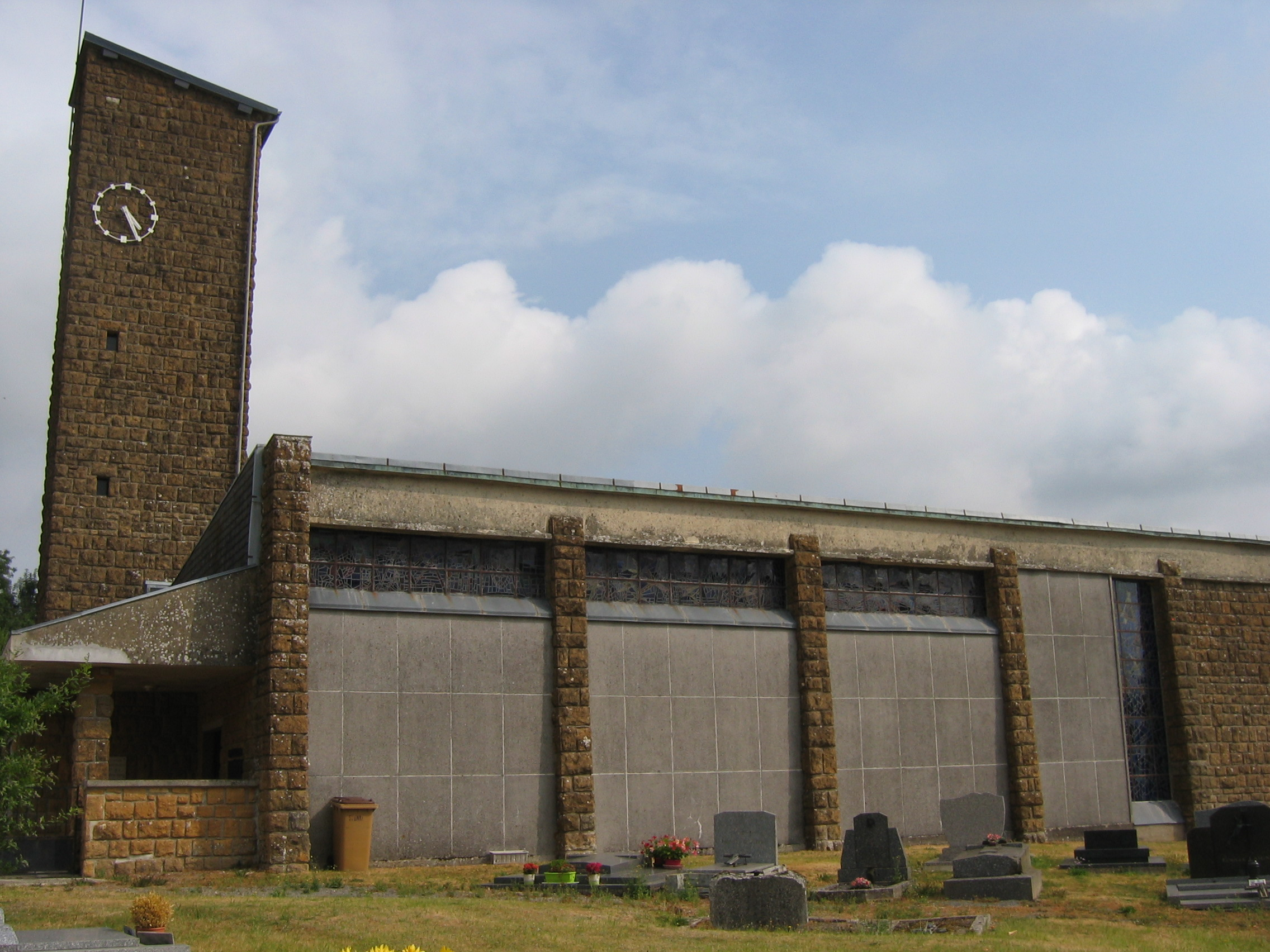
Église Notre-Dame de Stonne.

## Expositions

### Salons et expositions collectives

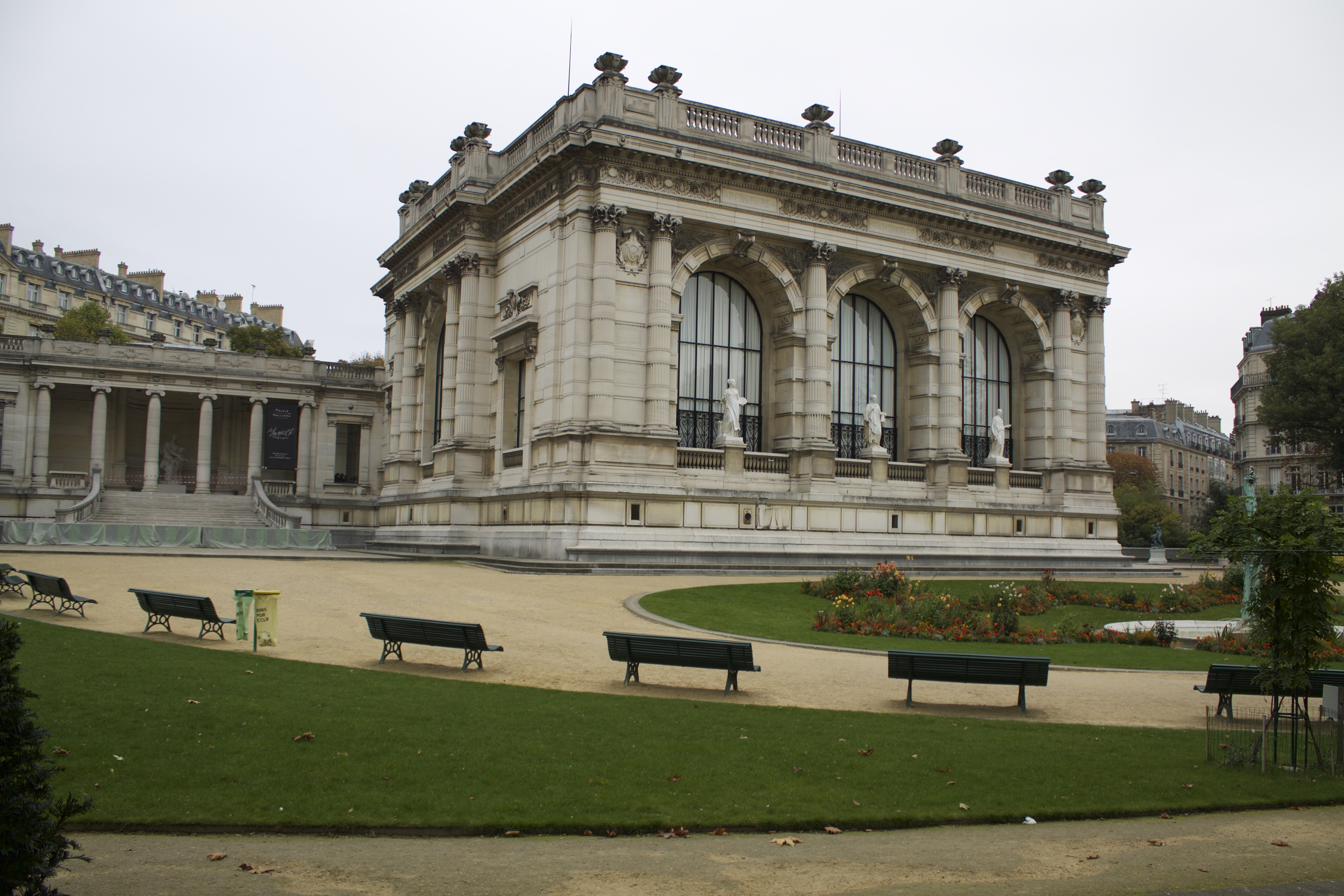
Musée Galliera, Paris, 1960.

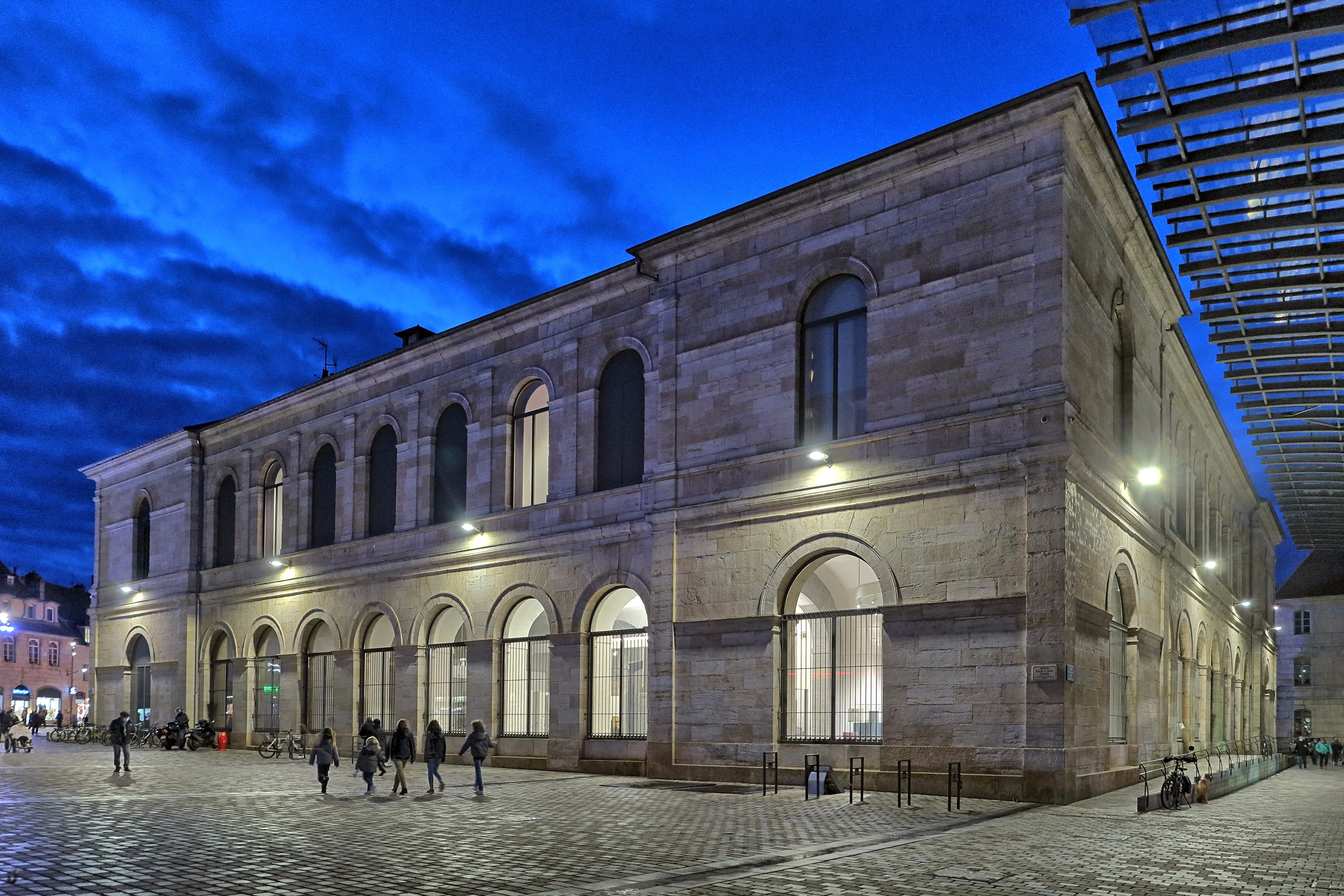
Musée des Beaux-Arts et d'Archéologie de Besançon, 1965.

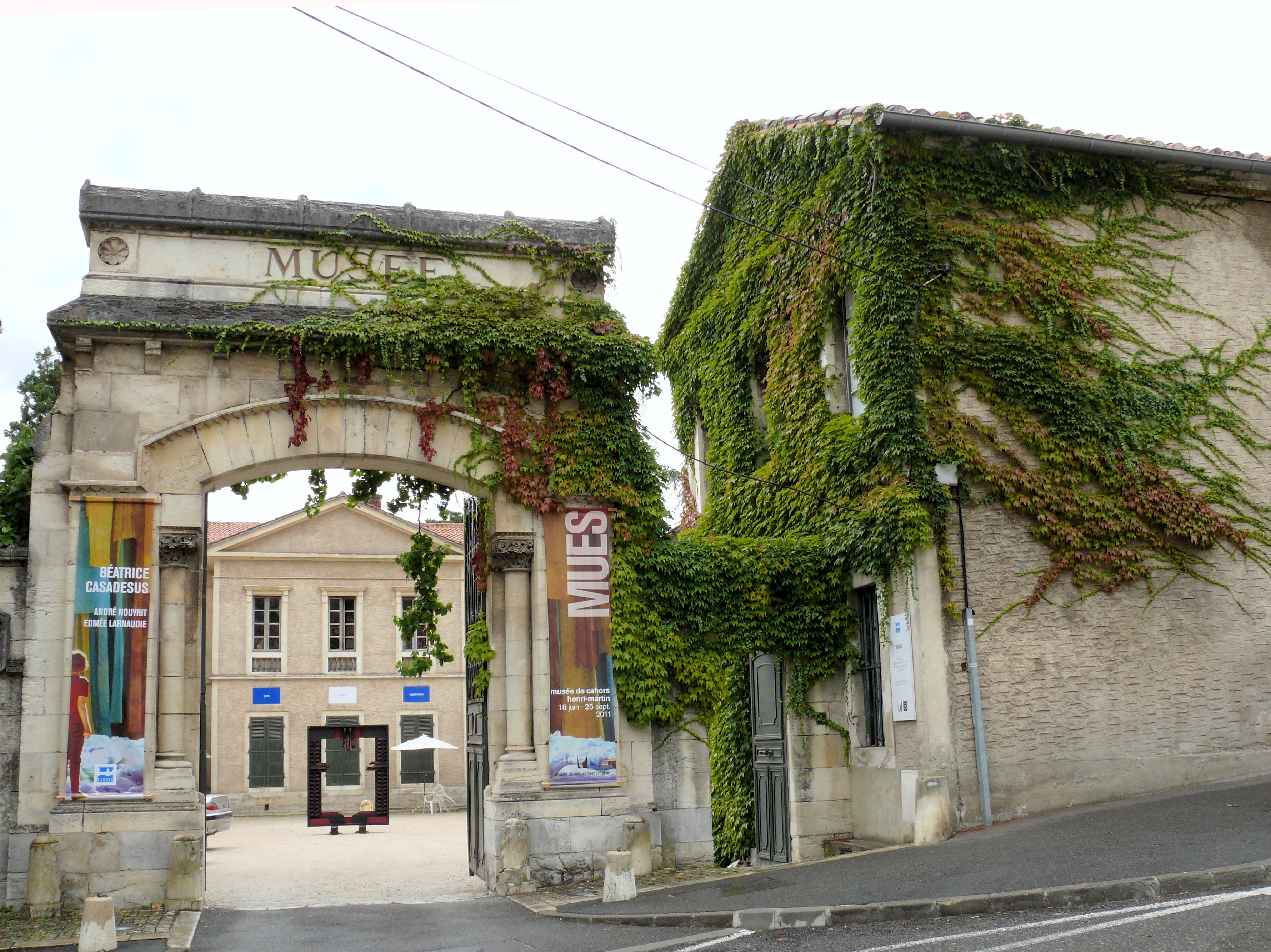
Musée de Cahors Henri-Martin, 1966.

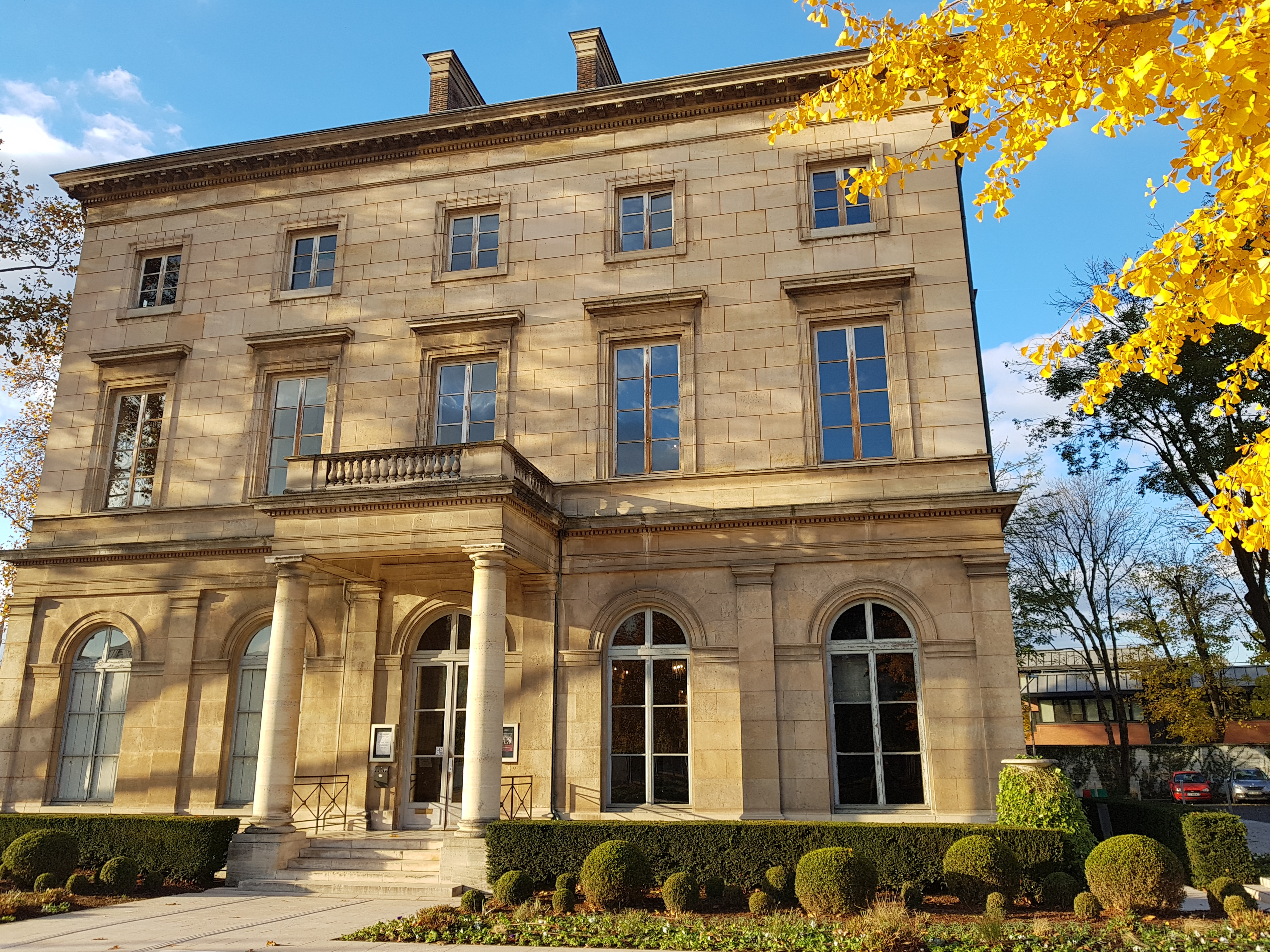
Château de Saint-Ouen, 1967.

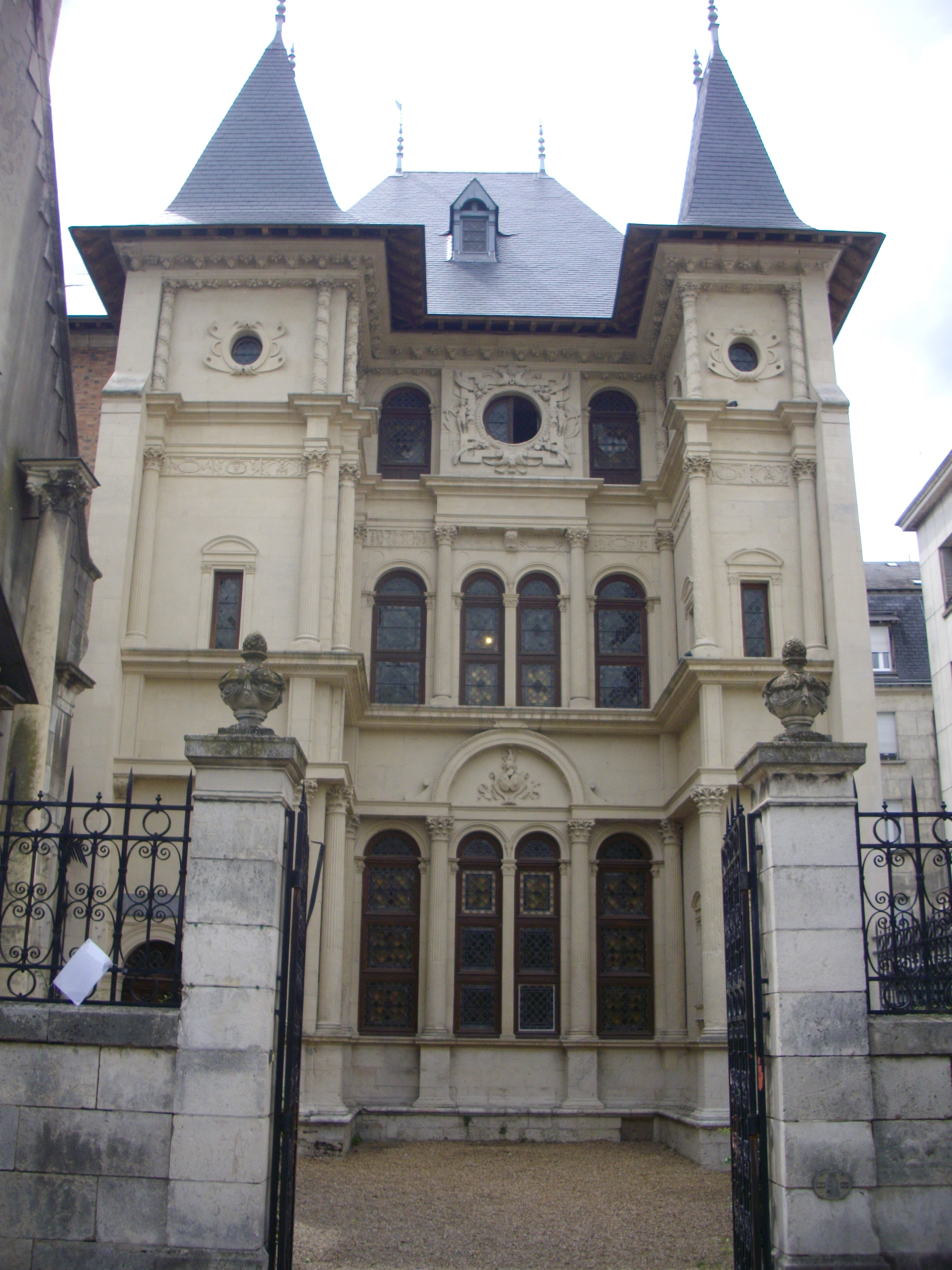
Hôtel Cabu, Orléans, 1968.

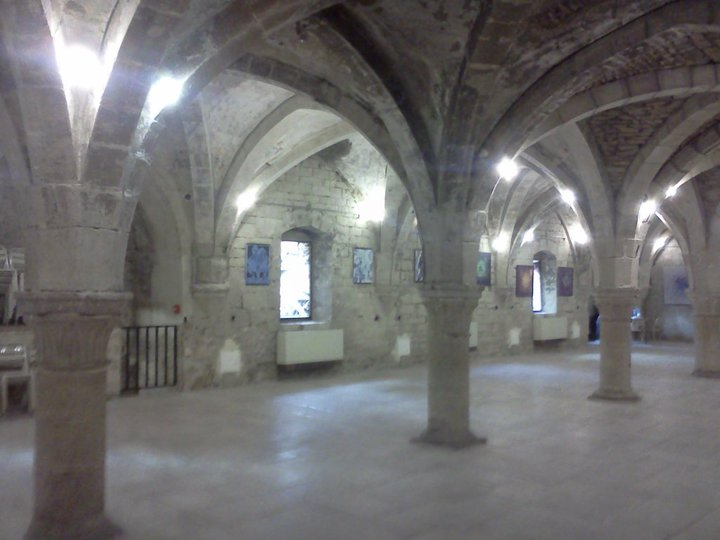
Cellier de Clairvaux, Dijon, 1975.

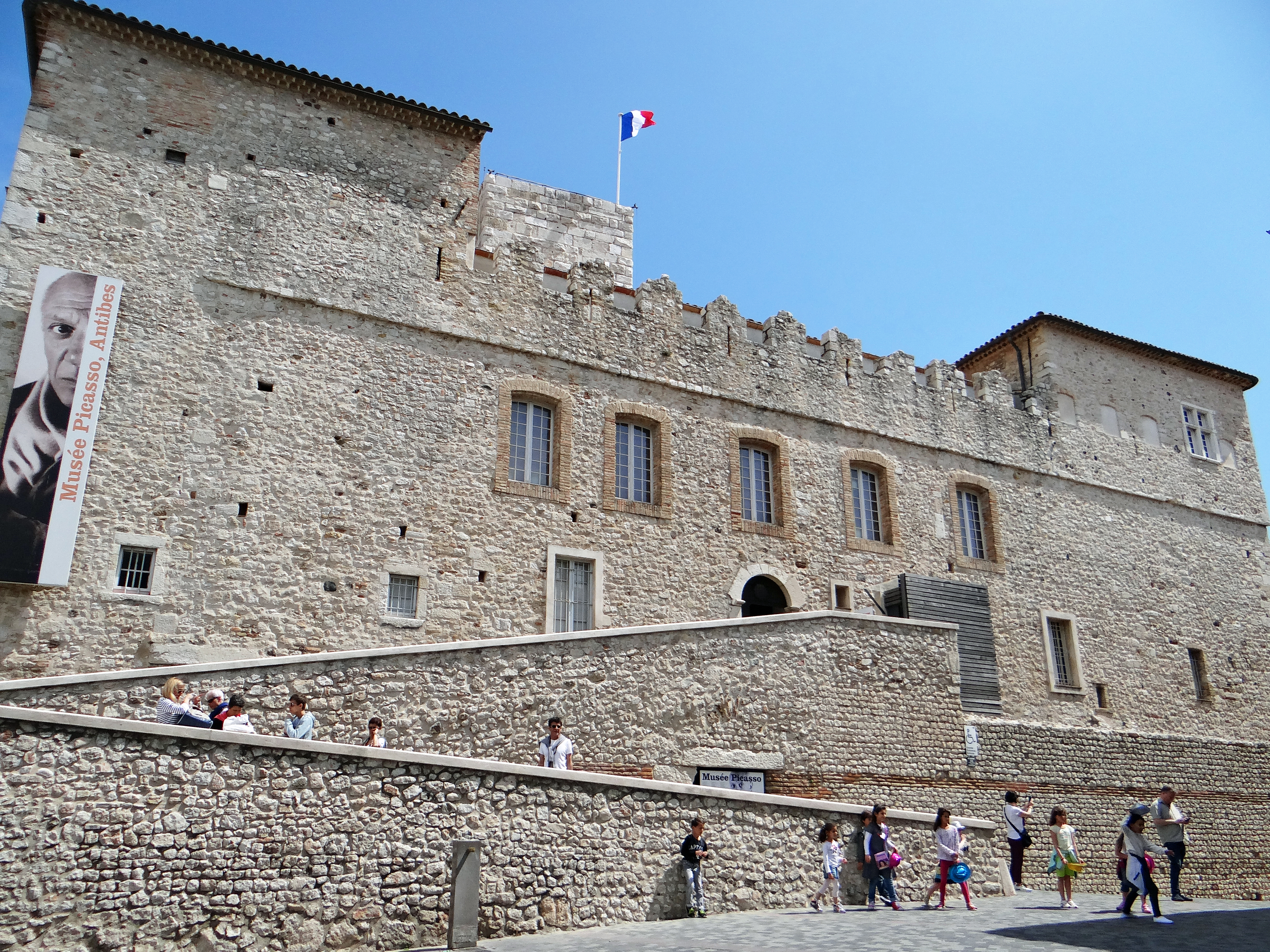
Musée Picasso, Antibes, 1977.

- Salon des moins de trente ans, Galerie Royale, Paris, novembre 1941, novembre 1942, novembre 1943, novembre 1944[2].
- Salon de Mai, Paris, à partir de 1946.
- Salon des Tuileries, Paris, à partir de 1946.
- L'Association des amateurs de peinture présente Bernard Buffet, André Minaux, Roger Montané, Maurice Rocher, Gaëtan de Rosnay, Robert Savary, Maurice Verdier, Paul Aïzpiri…, Galerie Jacques Leuvrais, 182 rue du Faubourg-Saint-Honoré, Paris, janvier 1949[2].
- Salon des indépendants, Paris, à partir de 1949.
- Salon d'automne, Paris, à partir de 1952[16].
- Galerie Fiorani (avec Roger Montané, Claude Schürr, Giuseppe Cesetti, Santa Monachesi, Luigi Montanarini), Rome, mai 1952.
- Salon de la Jeune Peinture, 23, rue Vieille-du-Temple, Paris 4e, puis Musée d'art moderne de la ville de Paris, 1953, 1958, 1959.
- Biennale de Sao Paulo, 1952, 1953 (trois œuvres de Robert Savary)[2].
- Exposition internationale de l'agriculture de Rome, 1953 ; création de quatre vitraux.
- Participation à la 7e édition de l'exposition Pittori a Bardonecchia, Italie, 1953.
- Mostra di pittori delle accademie Straniere à Rome (Françoise Boudet, Senelard, Jean Guiramand et Robert Savary), avril 1953[2].
- Exposition annuelle de l'Académie de France à Rome, mai 1953, mai 1954 (dix-sept œuvres de Robert Savary)[2].
- Treize peintres français (cinq toiles de Robert Savary), exposition itinérante organisée par les services officiels du Tourisme français en Italie, Palerme, Taranto, Bari, Lecce, Reggio di Calabria, Naples, Florence, Bologne, Livourne, été 1953[2].
- Envois de Rome (vingt-sept œuvres de Robert Savary dont La Vierge noire, huile sur toile 300 × 400 cm), Beaux-Arts de Paris, novembre 1953[2].
- Salon des artistes rouennais, 1955, 1956[2].
- Art 1955 : musique, peinture (Georges Rouault, Gérard Schneider, Robert Savary, Gustave Singier, Gaston Sébire, Pierre Soulages, Nicolas de Staël…), architecture, sculpture, mobilier, Musée des Beaux-Arts de Rouen, 1955[2].
- Paysages de France, Galerie Drouant-David, Paris, mai 1955[2].
- Montmartre - Guy Bardone, Maurice Boitel, Pierre-Henry, Daniel du Janerand, Joseph Pressmane, Robert Savary, Jean Vinay…, Galerie de Courcelles, Paris, février-mars 1959[2].
- Vingt peintres américains, vingt peintres français, Centre culturel et artistique France-Amérique, Paris, février-mars 1959[2].
- La Semaine sainte (toile exposée : Semaine sainte à Burgos, Galerie de Courcelles, Paris, 1959[2].
- Peintres contemporains, paysages d'Île-de-France, Galerie de Courcelles, Paris, mai-juin 1959.
- Five masters of the School of Paris: Philippe Cara Costea, Michel de Gallard, Pierre Garcia-Fons, Petit, Robert Savary, International Galleries, Chicago, 1959.
- Salon du journal "Asahi", Tokyo, 1960.
- Troisième festival de peinture contemporaine, Vichy, 1960[2].
- Salon Comparaisons, Paris, à partir de 1961.
- Peintres français en Hollande, Institut néerlandais de Paris 7e, nov-déc 1961.
- Troisième salon d'art contemporain de Villejuif, mars 1963.
- Salon de la peinture figurative contemporaine - Bernard Buffet, Paul Collomb, Bernard Lorjou, Roger Montané, Robert Savary, Ozoir-la-Ferrière, juin 1963[2].
- La vigne et le vin, château Lascombes, été 1963[2].
- La jeunesse et l'art d'aujourd'hui - Deuxième salon d'art contemporain de la fédération de Paris de l'Union des jeunes filles de France, Palais d'Orsay, octobre 1963.
- Festival international de la peinture contemporaine - Camille Hilaire, Michel de Gallard, Roger Montané, Lucien Coutaud, Jean Carzou, Henri Cadiou, Eugène Baboulène, Robert Savary, bastion Saint-André, Antibes, juillet-août 1964[2].
- Exposition internationale de l'art figuratif, Tokyo, 1964.
- Le Printemps, Galerie 65, Cannes, printemps 1965[2].
- La collection George et Adèle Besson, musée des Beaux-Arts et d'Archéologie de Besançon, juillet-octobre 1965.
- Vénus aujourd'hui vue par vingt maîtres de la jeune École de Paris - Pierre Ambrogiani, Andrée Bordeaux-Le Pecq, François Gall, Emili Grau i Sala, Blasco Mentor, Robert Savary…, Galerie Mirage, Montpellier, janvier 1966[2].
- Sixième Salon de Villejuif, février 1966.
- Lumières de Midi - Camille Hilaire, Roger Montané, Robert Savary, Claude Schürr, Galerie Blumenthal, Paris, juin-juillet 1966[2].
- Dix-neuf peintres de la nouvelle École de Paris (24 tableaux de Robert Savary), musée de Cahors Henri-Martin, septembre 1966.
- La femme, la fleur et Paris, Galerie « Au souffle de l'art », île Saint-Louis, Paris, décembre 1966[2].
- Lucien Fontanarosa, Robert Savary, Claude Schürr, Galerie Mischkind, Lille, 1967.
- Vingt peintres d'aujourd'hui, château de Saint-Ouen, mai-juin 1967.
- création de costumes pour La mer de Claude Debussy et Le bal des cadets de Johann Strauss sur une chorégraphie de David Lichine, 1967.
- XXIVe Exposition régionale, Robert Savary invité d'honneur, hôtel de ville de Chalons-sur-Marne, 1967[2].
- Peintres de la vie quotidienne - René Aberlenc, Guy Bardone, André Brasilier, Jules Cavaillès, Paul Collomb, René Genis, Paul Guiramand, Pierre Lesieur, Blasco Mentor, André Minaux, Roger Montané, Robert Savary, Jean Vinay, hôtel Cabu, Orléans, avril-mai 1968.
- Guy Bardone, Jacqueline Bret-Andre, Paul Collomb, René Genis, Robert Savary et Robert G.Schmidt, galerie du château de Chisseaux, octobre 1969[2].
- L'arbre et l'eau - René Aberlenc, Guy Bardone, Jack Chambrin, Pierre Garcia-Fons, René Genis, Hélène Girod de L'Ain, Jean Guignebert, Paul Guiramand, Dominique Mayet, Jean Miailhe, Roger Montané, Robert Savary, Bernardino Toppi, Albert Zavaro, peintures ; Baudon, Brun, Bugeant, gravures, centre culturel du Val de Clouère, Château-Larcher (présentation de Juliette Darle, Michel Philippe, Jean-Claude Valin, mai 1971.
- 3e Biennale de la ville du Cannet-Rocheville, 1972[2].
- Salon des Terres latines, Paris, 1972[2].
- Poésie murale, Palais des arts et de la culture, Brest, juin-octobre 1972 ; château de Saint-Ouen, novembre 1974 - janvier 1975.
- Salon des artistes français, Paris, mai 1973, avril-mai 1976, 1977, avril-mai 1979 (Panorama de la jeune peinture des années 1950-1962 organisé par Guy Vignoht)[2], 1985.
- Paul Collomb, Mireille Miailhe, Robert Savary, maison de la Confrérie des maîtres pipiers de Saint-Claude (Jura), mai-septembre 1973[2].
- Pierre Ambrogiani, Jean Driès, Émile Sabouraud, Robert Savary, Galerie Auguste Comte, Paris, novembre 1973[2].
- Artistes parisiens et rouennais, hôtel de ville de Sotteville-lès-Rouen, février 1974[2].
- Tour de France des œuvres de Pierre Ambrogiani et Robert Savary organisé par la maison Dunhill, Galerie Battais, Rennes, mars 1974 ; hôtel des Comtes de Champagne, Reims, mai-juin 1974 ; Galerie des Trois pucelles, Tours, juin-juillet 1974[2].
- Les peintres collectionnés par George Besson - Michel Rodde, Bernardino Toppi, André Minaux, Paul Collomb, Hélène Gorod de l'Ain, Paul Guiramand, Pierre Garcia-Fons, Robert Savary, , Galerie Granvelle, Besançon, 1974[2].
- IVe Biennale de peinture - L'enchantement de l'eau, Le Cannet-Rocheville, octobre-novembre 1974[2].
- Première Exposition internationale des arts de Téhéran, Centre des expositions internationales, Téhéran, décembre 1974 - janvier 1975[17].
- Arches - Guy Bardone, Jean-Claude Bertrand, Paul Collomb, René Genis, Dominique Mayet, Robert Savary, cellier de Clairvaux, Dijon (exposition organisée avec le concours de Colette Bletel), juin 1975.
- Ariel Brami présente, en hommage à George Besson,les grands artistes contemporains de sa collection, galerie Vendôme, Paris, janvier-février 1975.
- La musique et les peintres, hôtel Sully, Paris, juillet-septembre 1975[2].
- Salon d'Oissel, RobertSavary invité d'honneur, 1975[2].
- Salon des peintres témoins de leur temps, musée Galliera, janvier-février 1976 (thème : La vie paysanne ; toile présentée : Paysanne des Abruzzes)[18], février-mars 1977 (thème : La fête ; toile présentée : La fête foraine)[19].
- Ports et rivages, Galerie Bernheim, Paris, mars-avril 1976[2].
- La Seine vue par dix peintres de Rouen, Club Pernod, Rouen, 1979[2].
- Quatre noms autour du dessin, Galerie Lespinasse, Rouen, mai 1979[2].
- Les dix-sept professeurs de l'École des Beaux-Arts de Rouen, musée des Beaux-Arts de Rouen, juin-août 1979[2].
- La Provence vue par…, Galerie Robier, Cannes, juillet 1979[2].
- Riviera-Retro - Daniel du Janerand, André Cottavoz, Robert Savary, Galerie de Chisseaux, Beaulieu-sur-Mer, 1979[2].
- Les cinquante derniers Premiers Grands Prix de Rome, Musée Picasso, Antibes, juillet-octobre 1977.
- Panorama de la peinture contemporaine - Paul Aïzpiri, Jean-Pierre Alaux, Paul Ambille, Yves Brayer, Bernard Buffet, Rodolphe Caillaux, Jean Carzou, Michel Ciry, Marcel Cramoysan, Jef Friboulet, Pierre Gautiez, Camille Hilaire, Franck Innocent, Monique Journod, Michel King, Roland Lefranc, Édouard Georges Mac-Avoy, Georges Mirianon, Jean Navarre, Marcel Peltier, Christian Sauvé, Robert Savary, Gaston Sébire, Arthur Van Hecke…, hôtel de ville de Sotteville-lès-Rouen, mars 1980[20].
- XXe Salon d'art de Mantes-la-Jolie, 1980.
- Arts de l'enclos, Honfleur, 1981[2].
- Rouen-Madrid - Les artistes normands de la Casa de Velázquez : Daniel Druet, François Herr, Sabine Krawczyk, Pierre Le Cacheux, Étienne Lodého, Roselyne Masset-Lecocq, Robert Savary, Christian Sauvé, Gaston Sébire, Michel-Henri Viot, Annie Warnier, Musée des Beaux-Arts de Rouen, juin-septembre 1981[21].
- Centre loisirs-culture des Établissements Kodak-Pathé  Vincennes, décembre 1981-janvier 1982[2].
- Giuseppe Cesetti, Camille Hilaire, Roger Montané, Robert Savary, Claude Schürr, Galerie Colette Dubois, Paris, janvier 1982[2].
- Provinces de France, Grand Palais, Paris, mai 1982[2].
- Trente-neuf peintres de la Casa de Velázque, Casa de Velázquez, Madrid, mars-avril 1983[2].
- Rome, Galerie de Chisseaux, Beaulieu-sur-Mer, septembre 1985[2].
- Premier Salon de la peinture française contemporaine, Tarbes, novembre-décembre 1985[2].
- Printemps en Normandie - Michel Beck, sculptures ; Jacques Bouyssou, Jean Bréant, Fernand Herbo, Camille Hilaire, Michel Pinier, Jean-Pierre Pophillat, Claude Quiesse, André Raffin, Robert Savary, Gaston Sébire, Arthur Van Hecke, peintures, Galerie Robert Tuffier, Les Andelys, avril-mai 1986.
- Les peintres du Caducée, Recette principales des Postes, Rouen, 1986.
- 29e Salon de la Marine, Paris, 1986.
- 21e Salon de peinture de Montélimar (Robert Savary, invité d'honneur), janvier 1987.
- Robert Savari et les peintres de son atelier, Galerie Siegfried, Barentin, 1987.
- Poésie du Marais - Jean-Pierre Alaux, Robert Savary, Claude Schürr, Galerie Tibourg, Paris, juin-juillet 1987[2].
- Salon du dessin et de la peinture à l'eau, Paris, 1988.
- Les Peintres officiels de la Marine, Galerie Colette Dubois, Paris, février 1989 ; église Saint-Ouen, Rouen, juillet-août 1989[2].
- Innamorati Venezia, Galerie Mischkind, Lille, février-mars 1989[2].
- Les cafés vus par les peintres, Galerie Colette Dubois, Paris, juin 1989[2].
- Robert Savary - François Herr, maison Pélissier, Maromme, 1989[2].
- Robert Savary et son atelier de peinture, espace Land Rover, Le Mesnil-Esnard, février 1991.
- De Bonnard à Baselitz - Dix ans d'enrichissements du cabinet des estampes, 1978-1988, Bibliothèque nationale de France, 1992[4].
- Participations non datées :Salon des artistes français, Salon de la Société nationale des beaux-arts, Paris.

### Expositions personnelles
- Galerie Les impressions d'arts, 1948.
- Galerie des Beaux-Arts, Paris, Notes et études d'Espagne, 1950.
- Galerie de l’Odéon, décembre 1952 (Savary, peintures, catalogue avec texte de Giuseppe Cesetti et Silvagni : « Savary, peintre français qui nourrit son œuvre aux sources de la lumière romaine… »), décembre 1954 (Savary - Une suite d'aquarelles)[2].
- Galerie Vetrina di Chiurazzi, Rome, 1954 (catalogue par Giuseppe Cesetti)[2].
- Galerie Drouant-David, Paris, 1955.
- Galerie Charpentier, Paris, 1955[2].
- Galerie Bernier, 15 avenue de Messine, Paris 8e, Paris, 1956 (catalogue par Robert Rey), décembre 1958, novembre-décembre 1959 (avant- propos de George Besson), novembre-décembre 1962 (préface du catalogue par René Barotte).
- Galerie Vendôme 1959 (pointe et burin du Groupe des dix).
- Galerie Chappe-Lautier , Toulouse, mai 1960.
- Galerie Montmorency, Paris 6e , décembre 1964 - janvier 1965.
- Galerie 65, Cannes, 1964, 1971, 1975.
- Galerie Mignon-massart, Nantes, novembre-décembre 1960 (livret commenté par George Besson, René Barotte, Raymond Cogniat , Raymond Charmet, Gros, A.H.Martinie), 1965, 1968, 1970, 1975.
- Galerie Paul Ambroise, 6 rue Royale, Paris, novembre-décembre 1965[22],[23], octobre 1969 (chacune des deux expositions avec catalogue par George Besson), mai-juin 1971, mai 1972, mai-juin 1973.
- Galerie Alpha, Vevey, février-mars 1974[2].
- Galerie Marcos Castillo , Caracas, 1974.
- Galerie Bad Schinznach (Suisse) , 1975.
- Réserve de Mullerthal, Luxembourg, mars-avril 1976[2].
- Galerie Guiot, Paris, 1976.
- Galerie de Chisseaux, Beaulieu-sur-Mer, 1976, 1978, 1979, 1980, 1982, septembre 1983, 1984.
- Galerie Rollin, Rouen, 1977, 1979, 1981, 1983, 1985, 1987.
- La petite Galerie, Rouen, février 1979[2].
- Galerie Colette Dubois, Paris, novembre-décembre 1979[24], 1980, 1982 (Amitié Latine : rencontre avec Cesetti), octobre-novembre 1984[25], janvier 1986 (Robert bSavary - Gouaches récentes), novembre 1987[2].
- Galerie Triade, Barbizon, décembre 1980, 1982, octobre-novembre 1985, octobre-novembre 1988[2].
- Rétrospective Robert Savary - 77 peintures, 9 gouaches, musée Maximilien-Luce, Mantes-la-Jolie, 1983.
- Rétrospective Robert Savary - Grandes toiles, hôtel de ville de Sotteville-lès-Rouen, 1984.
- Galerie Auriel , Toulouse, 1984, 1986.
- Galerie d'art Lætitia, Marseille, avril 1984.
- Salon d'automne du Château d'Aveny, 1985[2].
- Galerie Voyage de l'Œil, Annecy, 1985.
- Galerie Kunst et Leben, Düsseldorf, 1986.
- Robert Savary - Rétrospective, halle aux Toiles, Rouen, mars-avril 1987[26].
- Galerie Auriel, Toulouse, janvier 1988[2].
- Savary insolite, Galerie Siegfried, Barentin, 1988.
- Galerie Gantois, Cannes, août 1988.
- Galerie du Four à pain, Toulon, mars-avril 1988.
- Galerie des Granges, Lyon, 20 avril - 1er juin 1989.
- Galerie Chisseaux, Paris, 1998 (Robert Savary - Le rêve du poète), avril-mai 2002 (Robert Savary - Rétrospective : peinture de collection).
- Robert Savary et les élèves de son atelier, Le Grenier à sel, la Bouille, 2000.
- Robert Savary - Rétrospective, salle de l'Orangerie, Grand-Couronne, décembre 2002.
- Hommage à Robert Savary, galerie Gautier, Elbeuf, mars-avril 2011.

## Réception critique et témoignages

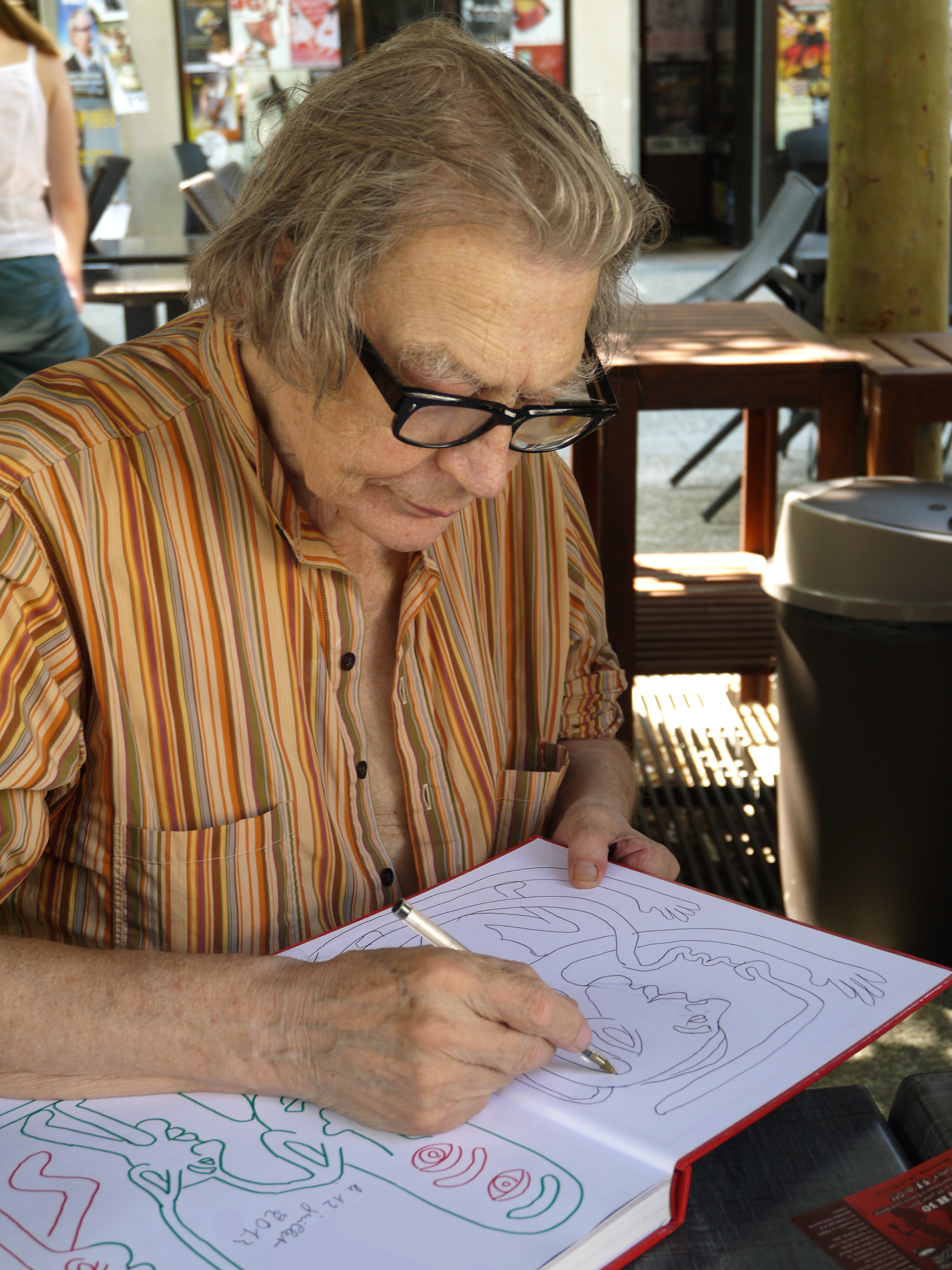
Yvon Taillandier

« Savary suit avec indépendance les traces de Bonnard. Dans son Arlequin, il subordonne avec abnégation le détail à l'effet lumineux de l'ensemble. Dans son petit bout de cour de ferme où viennent déferler jusqu'au premier plan, sans souci de la profondeur, de vives verdures, on découvre des qualités encore plus précieuses de coloriste. »

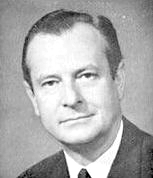
Jean Lecanuet

— Pierre du Colombier

« Savary appartient au même groupe que Verdier, Aïzpiri, Buffet, de Rosnay. Mais, alors que l'élément graphique tient une grande place dans l'œuvre de ces peintres, il n'en a presque aucune dans l'œuvre de Savary. Prix de Rome en 1950, il avait fait, en Italie, plusieurs copies de fresques de style byzantin. Il a voulu se dégager de cette influence et a retrouve le goût qu'il avait, plus jeune, pour les Impressionnistes. “À cette époque, je ne voyais qu'eux et j'avais tendance à négliger tout le reste”. Comme eux, il est sensible à la lumière qui dissout les formes ; il l'exprime, comme eux, par la couleur. Comme les Impressionnistes à leurs débuts, il fait alterner des surfaces unies de couleur vive et des surfaces où se juxtaposent de larges touches de couleurs différentes. Sa perspective reste classique. »

— Yvon Taillandier

« La règle d'or qui gouverne les œuvres de Savary est un constant respect de la vibration atmosphérique et de la vibration colorée. Chacune d'elles est un chatoiement qui transporte loin des pratiques anciennes des dessous et des glacis ou d'une tendance récente à la réhabilitation, à la "revalorisation" du noir cher à des peintres aussi bien figuratifs qu'informels. »

— George Besson

« Il n'y a pas de décalage entre sa moisson grassoise et sa production parisienne. Qu'il édifie le Sacré-Cœur avec une mise en page tout à fait particulière, qu'il installe un joli Nu dans une ambiance silencieuse délicieusement intimiste, qu'il ressuscite, pour notre joie, l'atmosphère parfumée d'un jardin de Provence, comme l'a judicieusement noté notre ami George Besson qui, très tôt l'a découvert, loin de l'évanescent, de l'informel, il avance chaque jour à la conquête de nouvelles espérances. »

— René Barotte

« Il a toujours donné le meilleur de lui-même par un enseignement vivant et renouvelé, tout en exigeant des bases élémentaires solides pour les élèves débutants ; l'expression du graphisme et de la couleur sous différentes formes est enseigné par lui tout en admettant et en favorisant les tendances de chaque personnalité, dont quatre étudiants ont fourni leurs preuves soit comme pensionnaires de la villa Médicis ou de la Casa de Velázquez. La joie de vivre exprimée dans la peinture de Robert Savary se traduit chaque jour dans ses relations avec les étudiants, ses collègues professeurs et moi-même. J'ai trouvé en Robert Savary un homme affable, discret, passionné de son art, d'une parfaite loyauté, possédant à fond le sens du travail en commun. »

— François Herr, directeur de l'École des Beaux-Arts de Rouen

« Sa palette de couleurs respire ce beau désordre du vent et de la mer… Robert Savary est l'un des plus beaux bergers de l'art figuratif français. »

— Guy Vignoht

« La peinture de Savary, indépendante des duretés et des complications matérielles et intellectuelles à la mode, apparaît comme un retour à l'humain, à l'éternelle douceur de vivre, que n'attend que notre bonne volonté pour nous apporter ses délectations qui sont aussi celles de la bonne peinture. »

— Raymond Charmet

« Pars ses qualités de lumière, l'œuvre de Robert Savary se situe dans une tradition particulière de la peinture française, celle de la peinture claire, faite de plaisir et de rayonnement. Chaque été, le spectacle de Magagnosc, d'une luxuriance presque tropicale, aux portes de Grasse, berceau du grand Fragonard, vient affirmer cette appartenance. Pour Robert Savary, homme libre et passionné, le monde est par essence inépuisable. Il nous invite à le croire à travers ses yeux. »

— Patrice Dubois

« De tous les artistes parisiens de sa génération, le Premier Grand Prix de Rome Robert Savary est celui qui aura le plus généreusement marqué son attachement à Rouen, à ses lumières et à ses secrets, à ses replis au coin des vieilles rues, à ses élans à travers les brumes des panoramas. »

— Jean Lecanuet

« Des paysages heureux, gorgés de soleil et de sensualité. Un artiste qui se remet perpétuellement en question et qui sait orchestrer des symphonies de tons exubérants dans ses vues chaleureuses de Paris, du Sud-Ouest et surtout de la campagne autour de Grasse. »

— Gérald Schurr

« Dans une première période, sous l'influence hispanique, il oriente sa palette vers les bruns et les gris et sa vision du monde est architecturée par les principes cézanniens. On pouvait alors reconnaître dans ses peintures des traces de l'influence d'Édouard Pignon. Très rapidement, il se laisse aller à sa propre nature, choisissant de se faire l'interprète des paysages qui l'émeuvent au hasard de ses promenades… Poète de la couleur, c'est sa joie de vivre, son amour passionné de la nature et des choses qu'il nous invite à partager. Selon Raymond Cogniat, "le blanc devient pour lui une couleur, comme il l'était pour Bonnard, riche de subtilités ; une manière de mettre en valeur toute la gamme de tons et de les accorder par la lumière, par la fraîcheur". »

— Dictionnaire Bénézit

## Récompenses et distinctions

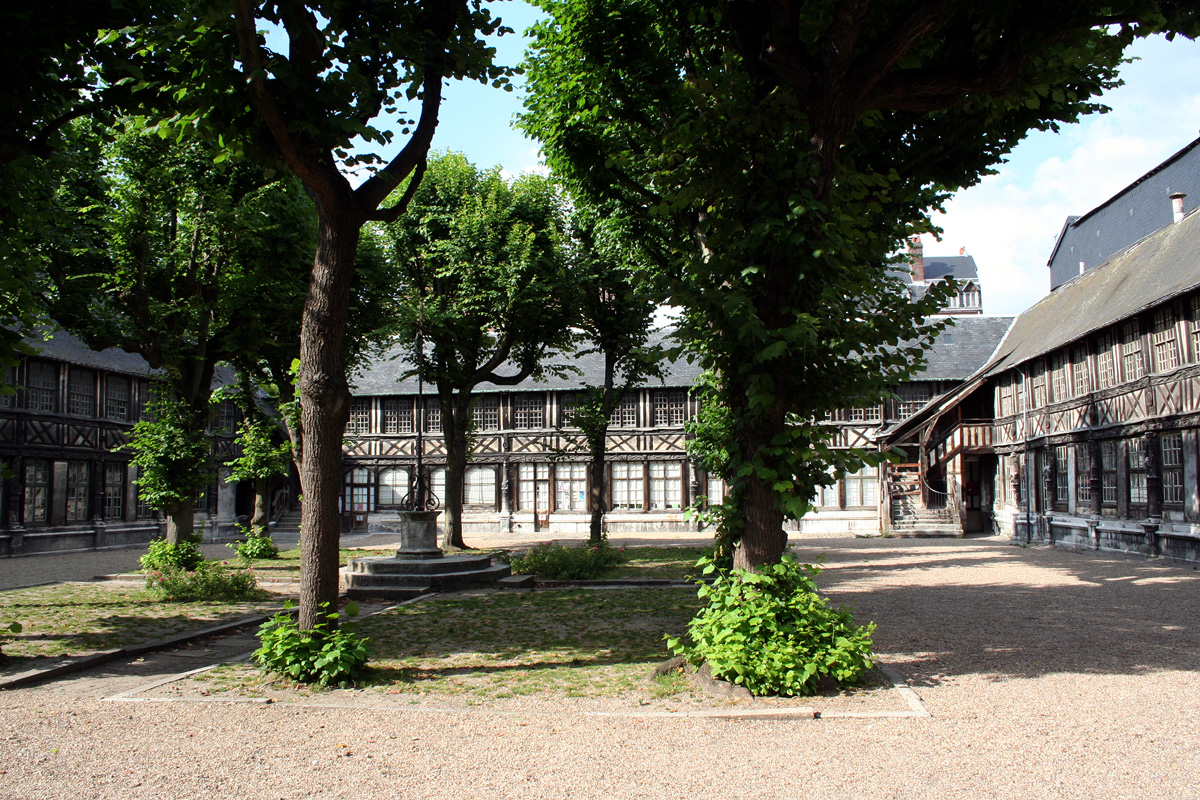
Ancienne École régionale des beaux-arts, Rouen

- Troisième Prix Chenavard, 1944[2].

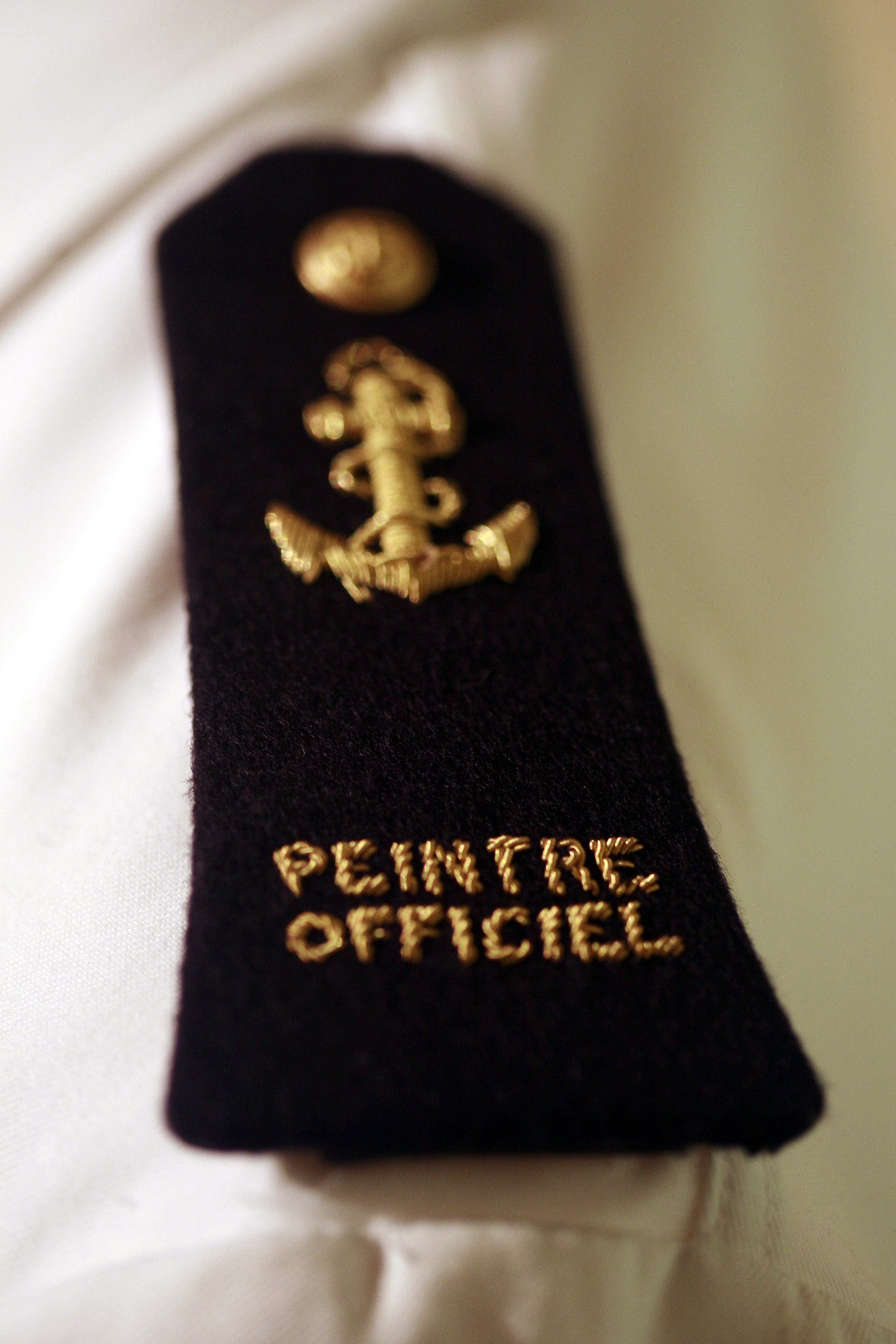
Épaulette P.O.M.

- Prix de la Casa Velasquez, Madrid, 1948.
- Premier grand prix de Rome, 1950.
- Grand prix international de la IVe Biennale de Menton (ex-æquo avec Eugène Baboulène, 1957[2].
- Chevalier de l'ordre du Mérite de la République italienne, 1967[2].
- Grand prix de la ville de Cannes, 1973.
- Médaille d'or de la Société des artistes français, 1975.
- Officier de l'ordre des Arts et des Lettres, 1976.
- Grande médaille de la ville de Mantes-la-Jolie, janvier 1981[2].
- Prix de l'Académie des Beaux-Arts décerné par l'Institut de France, Salon des artistes français, 1981, pour la toile Hommage à Gavroche et à la Commune[2].
- Prix Meurand de l'Académie des Beaux-Arts, mai 1981[2].
- Prix Claude Berthault (Académie des beaux-arts, Institut de France), novembre 1982.
- Prix du Musée Maximilien-Luce, Mantes-la-Jolie, 1983.
- Médaille d'argent du Salon de la Marine, 1985.
- Médaille d'or du Salon de la Marine, 1987[2].
- Peintre officiel de la Marine, 1987[35].
- Prix Colmont de l'Institut de France, 1989[2].

## Élèves notables
- Anny Duperey.
- Frédéric Dumouchel.
- Jean-Marc Lange.
- Annie Puybareau.
- Christian Sauvé.